# Gunnar Sjöberg
Gunnar Göstasson Sjöberg (født 25. marts 1909 i Stockholm, død 8. juni 1977) var en svensk skuespiller.
Sjöberg studerede ved Dramatens elevskola fra 1931 til 1934. Efter sine studier optrådte han på flere forskellige scener og fik sin filmdebut med en mindre rolle i Mors tossede dreng (1937), der er instrueret af Gustaf Edgren. Senere blev rollerne større, og han medvirkede i omkring 70 film. Blandt disse kan nævnes Elvira Madigan (1943), Den syvende himmel (1956) og Ved vejs ende (1957).

## Udvalgt filmografi
- Mors tossede dreng (1937, ukrediteret)
- Sejrherren fra Hampton Roads (1937)
- En kvindes ansigt (1938)
- Styrmand Karlsens flammer (1938, ukrediteret)
- Juninatten (1940)
- Mennesker og millionærer (1940, ukrediteret)
- En Stockholmerdreng (1941, ukrediteret)
- Elvira Madigan (1943)
- Kvinder i fangenskab (1943)
- Fortiden hævner (1944)
- Sorte roser (1945)
- Synd (1948)
- Han glemte hende aldrig (1952)
- Barabbas (1953, ukrediteret)
- Det store eventyr (1953, kun stemme)
- Den syvende himmel (1956)
- Skør efter noder (1956)
- Ved vejs ende (1957)
- Op med moralen (1958)
- Livets under (1958)
- Djævlens øje (1960)
- Skal vi elske? (1961)
- Skal vi lege skjul? (1963)